# Predaia
Predaia est une commune italienne d'environ 6 820 habitants (2021) située dans la province autonome de Trente dans la région du Trentin-Haut-Adige dans le nord-est de l'Italie. Créée le 1er janvier 2015, elle est formée de la fusion de Coredo, Smarano, Taio, Tres et Vervò.

## Frazione
Dardine, Dermulo, Mollaro, Priò, Segno, Tavon, Torra, Tuenetto, Vion.

## communes limitrophes
Les communes limitrophes sont  Amblar-Don, Cortaccia sulla Strada del Vino, Denno, Romeno, Roveré della Luna, Sanzeno, Sfruz, Termeno sulla Strada del Vino, Ton et Ville d'Anaunia.